# 싸이오펜
티오펜(Thiophene, 싸이오펜)은 비대칭 치환구조의 방향족 유기 화합물로서 C4H4S의 분자식을 가진 오각형 모양의 화합물이다. 퓨란의 산소를 황으로 바꾸면 된다. 싸이오퓨란(Thiofuran)이라고도 한다.

## 같이 보기
- 벤조싸이오펜
- 퓨란